# Ali Gerba
Ali Gerba est un joueur de soccer international canadien né le 4 septembre 1981 à Yaoundé au Cameroun. Il évolue au poste de buteur.

## Carrière
Né au Cameroun et arrivé au Canada avec ses parents à l’âge de douze ans, Ali Gerba intègre plusieurs clubs régionaux au Québec. Son talent et son potentiel lui permettent de se démarquer rapidement, ainsi dès l’âge de treize ans, il est recruté par l’équipe du Québec avec laquelle il joue son premier championnat canadien en 1996. Depuis, la carrière d’Ali Gerba n’a cessé de progresser. À l’âge de dix-sept ans, il connait sa première sélection en équipe nationale canadienne. Il a depuis été sélectionné à maintes reprises, enregistrant un des meilleurs palmarès de l’équipe avec un record de quinze buts inscrits en trente-et-un matchs.
Sa carrière professionnelle débute véritablement en 2000 lorsqu’il rejoint l’Impact de Montréal.  Dès sa première saison, il récolte six buts et deux mentions d’aide, ce qui  constitue un record d’équipe pour une recrue. Gerba portera les couleurs de Montréal lors des saisons 2002, 2003, 2005, 2010 et 2011. En 2010, il y accumule plusieurs records : le premier tour du chapeau de l'histoire de l'équipe ; le but le plus rapidement inscrit d’un match (18 secondes) ; au moins deux buts lors de trois matchs consécutifs ; dix buts en quinze matchs. Il devient également le meilleur marqueur de l’histoire de l’équipe du Canada à la Gold Cup de la CONCACAF.  Ali Gerba a par ailleurs porté les couleurs des Riverhounds de Pittsburgh et des Lynx de Toronto.
Sa carrière internationale l’a aussi mené en Europe, où il a joué pour des équipes suédoise (2005 à 2007), norvégienne (2006), allemande (2008) et anglaise (2008-2009), période durant laquelle il a affiché des résultats impressionnants en tant qu’attaquant.
Entre autres honneurs, Ali Gerba a reçu en 2002 le Ballon d’Or du Québec et a été désigné en 2008, 2009 et 2010 meilleur joueur professionnel, niveau excellence, par la Fédération de soccer du Québec.